# Tätigkeitszeit

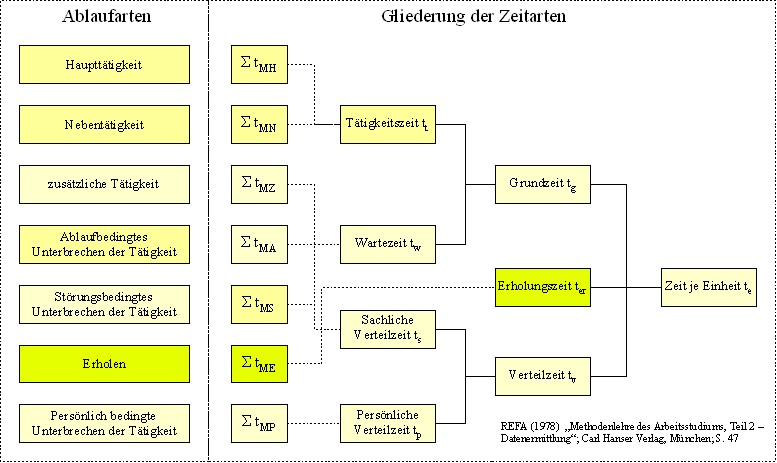

Die Tätigkeitszeit des Menschen setzt sich nach REFA aus der Summe der Sollzeiten für alle Ablaufabschnitte der Ablaufarten Haupttätigkeit (MH) und Nebentätigkeit (MN) zusammen, die für die Bearbeitung der Mengeneinheit 1 erforderlich sind. Analog spricht man bei Betriebsmitteln von Nutzungszeit, also der Haupt- und Nebennutzungszeit.
Die Tätigkeitszeit wird in beeinflussbare (ttb) und unbeeinflussbare (ttu) Tätigkeitszeit unterschieden. Beeinflussbare Tätigkeitszeiten sind solche, die der Beschäftigte hinsichtlich der Dauer beeinflussen kann. Bei unbeeinflussbaren Zeiten ist er beispielsweise an die Arbeitsgeschwindigkeit seines Betriebsmittels gebunden. Dies ist bei der Zeitstudie bedeutsam, da nur für beeinflussbare Tätigkeiten ein Leistungsgrad beurteilt werden kann.